# Young Engineers Sportscar

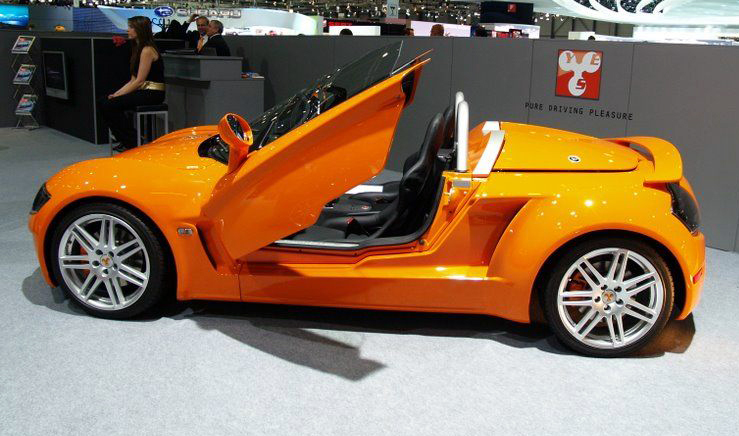
Yes! Roadster

Young Engineers Sportscar, of afgekort Yes!, was een Duits automerk dat opgericht werd in 1999. Het hoofdkantoor en de productieplaats waren gevestigd in een hangar op de luchthaven van Großenhain in Saksen, Duitsland. Begin 2009 ging het bedrijf echter failliet.
De oprichters Herbert Funke en Phillip Will bedachten voor hun afstudeerscriptie de Yes! Clubsport en enkele jaren later richtten ze daadwerkelijk een fabriek op. Hier werden de auto's door zo'n 22 werknemers met de hand gemaakt. Uiteindelijk heeft het bedrijf enkele honderden auto's geproduceerd.

## Typen
- Yes! Roadster 3.2: 0-100 km/u in 4,9 s, maximumsnelheid: 255 km/u, vermogen: 255 pk (dit was de vervanger van de Yes! Clubsport)
- Yes! Roadster 3.2 Turbo: vermogen van 355 pk
- Yes! Roadster Clubsport: 0-100 km/u in 4,1 s en een vermogen van 286 pk
- Yes! Cup/R: vermogen van 340 pk